# Prýmek

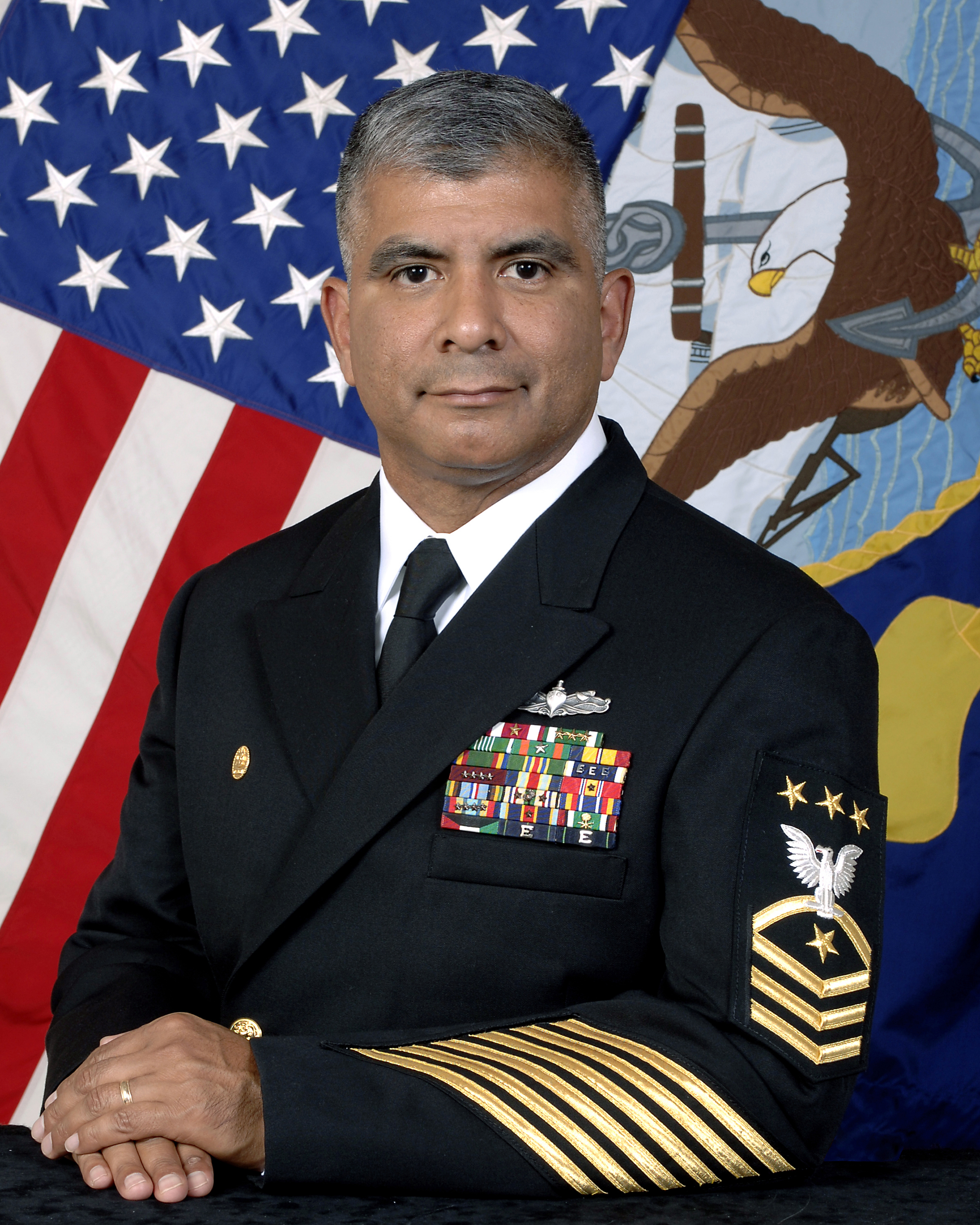
Prýmky (tresy) na rukávu uniformy

Prýmek je úzký pás nebo pletenec obvykle zhotovený jako krajka nebo výšivka.

## Výroba

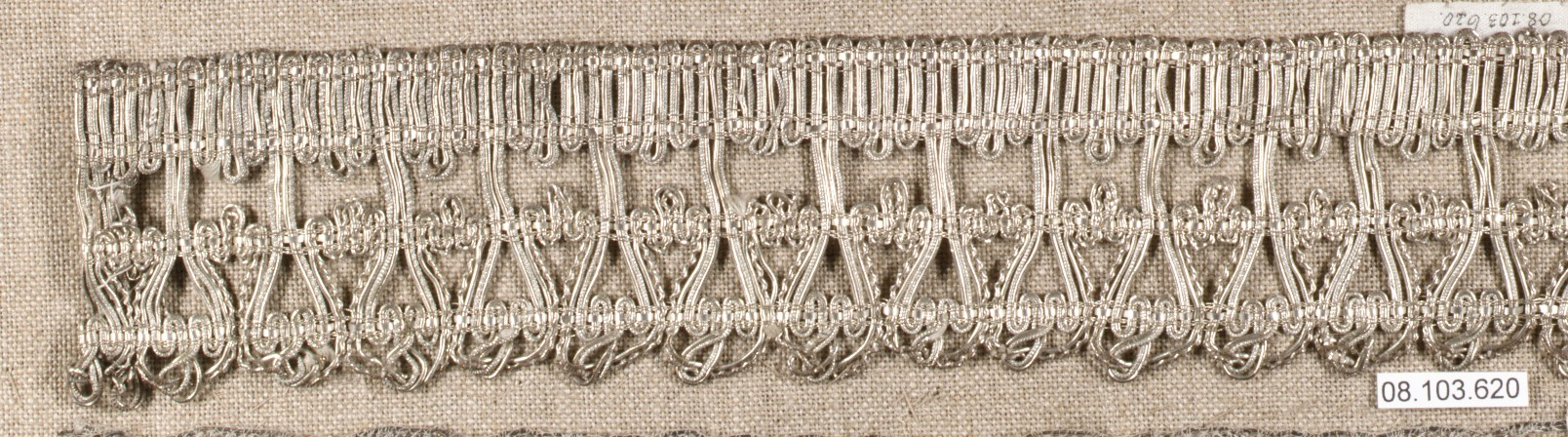
Prýmek z leonské niti (ze 17. století v Itálii nebo ve Francii)

Prýmky se dají vyrábět ze všech syntetických materiálů, často se používají bavlněné příze a přidává určité procento elastomerů.
K výrobě se používají dvě základní technologie – splétání nebo háčkování na tzv. galonových strojích.
Splétací stroje pracují s jednou podélnou soustavou nití, které se vzájemně provlékají diagonálním směrem.
Galonové stroje pletou z osnovy řetízková očka, kterými se provléká útková nit. Galonové prýmky se mohou zobjemňovat výplňkovou nití, ta bývá v osnově často z elastických vláken.
Pletené prýmky se dají vyrábět také na osnovních rašlových strojích. Očka jsou zde vzájemně propojena osnovní vazbou.

## Druhy prýmků
Například:
- sutaška – splétaný prýmek s nitěmi spojenými do dvou sloupků, do kterých se obvykle vkládá výplňková nit.
- jednovazná tresa – splétaný prýmek, u kterého každá nit pravidelně provazuje nad a pod další nití
- dvouvazná tresa – každé dvě nitě se vzájemně provazují
- paspulka – prýmek se zesíleným okrajem
- pruženka – prýmek s obsahem elastických vláken

## Použití
Například:
- na oděvy a obuv – sutaška, pruženka, paspulka, oděvní dutinky, šněrovadla
- bytové účely – třásně, žaluziové žebříčky
- technické textilie – opletené kabely, svíčkové knoty

Poznámka:
Slovo prýmek mělo původně asi stejný obsah jako slovo krajka.
V jiných jazycích se nerozlišuje mezi prýmky a stuhami, proto se pro označení prýmek v překladu nenajde vždy výraz se stejným obsahem jako v češtině.